# Shooting brake

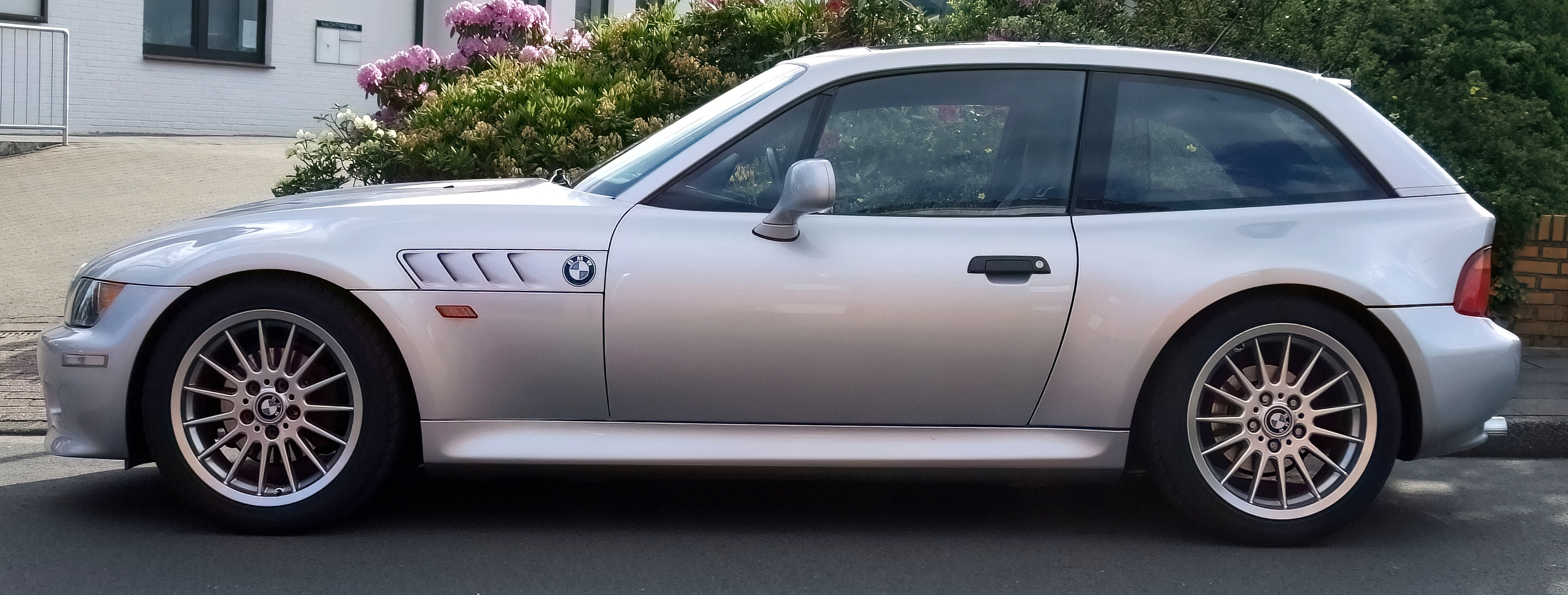
BMW Z3 Coupé

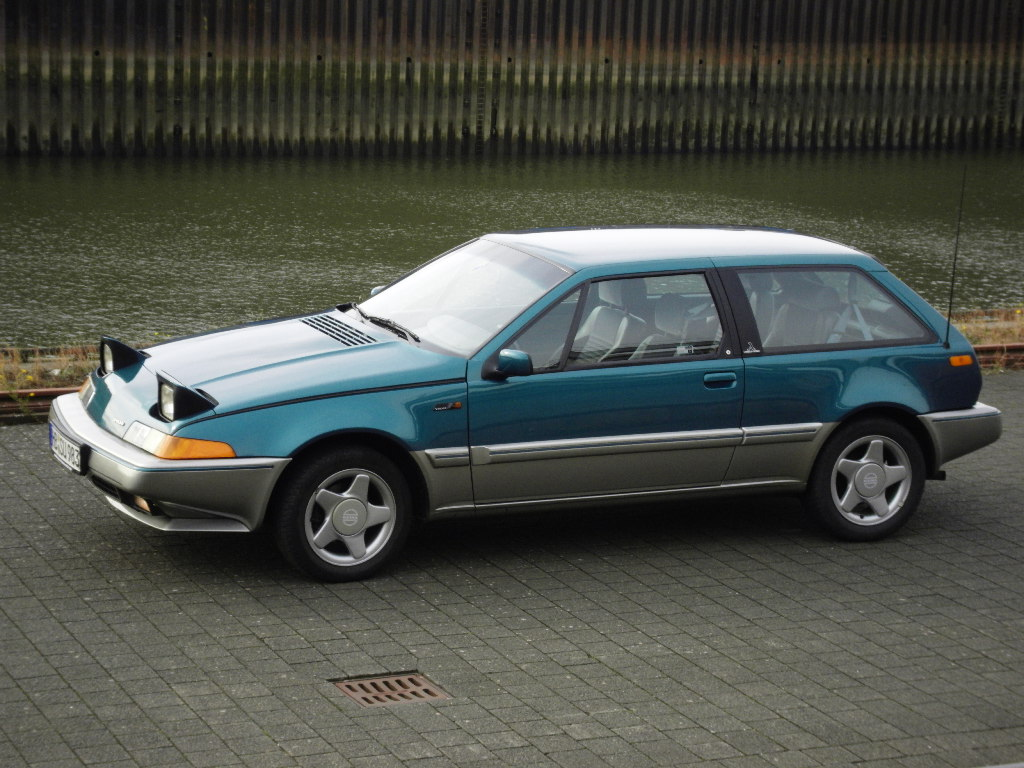
Volvo 480

Shooting brake je 3 či 5dveřový typ karoserie s hranatou zádí. Má zadní vyklápěcí část jako kombi nebo hatchback. Někdy se též používají jedny anebo pár bočně vyklápěcích dveří. Termín Shooting brake se používal už kolem roku 1890 pro koněm tažený vůz s úložným prostorem pro lovce. Etymologie názvu je trochu nejasná: anglické brake, francouzské break i holandské brik pocházejí z předautomobilové éry a označují typ vozu a brik dvoukolák. Chybně se používá spojení Shooting Break, vychází ze záměny anglického a francouzského termínu (break se v angličtině pro automobily nepoužívá). 

## Příklady
- Aston Martin (různé modely)
- Bentley (různé modely)
- BMW Z3 Coupé/BMW M Coupé
- Ferrari FF (první ferrari s pohonem 4x4)
- Jensen GT
- Reliant Scimitar GTE
- Sunbeam Break de Chasse a Hillman Break de Chasse
- Lancia Beta HPE (High Performance Estate)
- Lotus Elite Type 75 a 83
- Morris Minor Traveller
- Volvo 1800 ES
- Volvo 480
- Honda Accord Aerodeck
- MG MGB GT, MGC GT